# آرثر دان
آرثر دان (بالإنجليزية: Arthur Dunn)‏ هو لاعب كرة قدم بريطاني (وحمل سابقاً جنسية المملكة المتحدة لبريطانيا العظمى وأيرلندا) في مركز الهجوم، ولد في 12 أغسطس 1860 في المملكة المتحدة، وتوفي في 20 فبراير 1902. شارك مع منتخب إنجلترا لكرة القدم. أما مع النوادي، فقد لعب مع Corinthian F.C. ‏ وOld Etonians F.C. ‏ وكورنثيان كاشولز وCambridge University A.F.C. ‏.

## وصلات خارجية
- آرثر دان على موقع قاعدة بيانات كرة القدم.إي يو (الإنجليزية)
- آرثر دان على موقع ناشيونال فوتبول تيمز (الإنجليزية)